# Isla brava (serie de televisión)
Isla brava es una serie de televisión por internet de suspenso mexicano producida por Onza Entertainment para TelevisaUnivision,  en el 2023. La serie es una historia original de Esther Feldman, la cual, aborda problemáticas como el abuso psicológico y el maltrato familiar en familias mexicanas de clase alta. Se lanzó a través Vix desde el 18 de mayo de 2023.
Está protagonizada por Fernanda Castillo, Erik Hayser y Flavio Medina, junto a un reparto coral.
El 3 de junio de 2024, la serie fue renovada para una segunda temporada.

## Reparto
Una lista del reparto confirmado se publicó en septiembre de 2022, a través de la página de Todo TV News.
- Fernanda Castillo como Lucía
- Erik Hayser como Bruno
- Flavio Medina como Alfredo
- Bárbara López como Pilar
- Pablo Astiazarán como Jesús
- Juan Pablo Fuentes como Thiago
- Karena Flores como Mora
- Mar Sordo como Isabel
- Romina Poza como Sofía
- Rubén Sanz como Damián
- Renata Ybarra como Josefina
- Marta Belmonte como Samantha Cruz
- José Gabriel Campos como Manuel Prieto

### Temporada 2[7]
- Oswaldo Benavides
- Ludiwika Paleta como Camila Soler
- Roberto Mateos como Guillermo Páez
- Mauricio Henao como Lionel
- Jose Roberto Diaz como Mario Torres
- Flavio Medina como Alfredo Torres
- Barbara Lopez como Pilar Tejido

## Producción
El 8 de agosto de 2022, se anunció que había comenzado la producción y rodaje de la serie en Tenerife, España. El 14 de septiembre de 2022, se anunció una lista completa de los miembros del reparto. El rodaje finalizó el 4 de noviembre de 2022. El 28 de abril de 2023, Vix lanzó a través de sus cuentas de redes sociales el primer avance oficial de la serie.